# 皇帝のビーナス
皇帝のビーナス（こうていのビーナス、原題 フランス語: Vénus impériale, イタリア語: Venere Imperiale）は、1962年のフランス-イタリア合作の歴史映画。監督ジャン・ドラノワ。出演ジーナ・ロロブリジーダ、スティーヴン・ボイド、レイモン・ペルグラン。
この映画はナポレオンの妹であるポーリーヌ・ボナパルトの生涯を描いている。

## キャスト
| 役名                   | 俳優                           | 日本語吹替                                                                       |
| 役名                   | 俳優                           | TBS版                                                                            |
| ---------------------- | ------------------------------ | -------------------------------------------------------------------------------- |
| ポーリーヌ・ボナパルト | ジーナ・ロロブリジーダ         | 谷育子                                                                           |
| カヌビル               | スティーヴン・ボイド           | 堀勝之祐                                                                         |
| ナポレオン・ボナパルト | レイモン・ペルグラン           | 伊武雅之                                                                         |
| ジョセフィーヌ         | ミシュリーヌ・プレール         | 渡辺典子                                                                         |
| フレロン               | ガブリエーレ・フェルツェッティ | 中野文吾                                                                         |
| ルクレルク             | マッシモ・ジロッティ           | 寺島幹夫                                                                         |
| ボルゲーゼ             | ジュリオ・ボゼッティ           | 桑原たけし                                                                       |
| レティツィア           | リラ・ブリナン                 | 島木綿子                                                                         |
| 不明 その他            | N/A                            | 芹川洋 横井光夫 戸部光代 斎藤昌子 中村武己 国坂伸 佐久間あい 広見多子 東野アヤ子 |
| 日本語スタッフ         |                                |                                                                                  |
| 演出                   | 演出                           | 斯波重治                                                                         |
| 翻訳                   | 翻訳                           | 榎あきら                                                                         |
| 効果                   | 効果                           | 南部光庸 大橋勝次                                                                |
| 調整                   | 調整                           | 桑原邦男                                                                         |
| 制作                   | 制作                           | オムニバスプロモーション                                                         |
| 解説                   | 解説                           | 荻昌弘                                                                           |
| 初回放送               | 初回放送                       | 1975年2月3日 『月曜ロードショー』 21:00-22:55 正味95分29秒                       |